# 문방사우

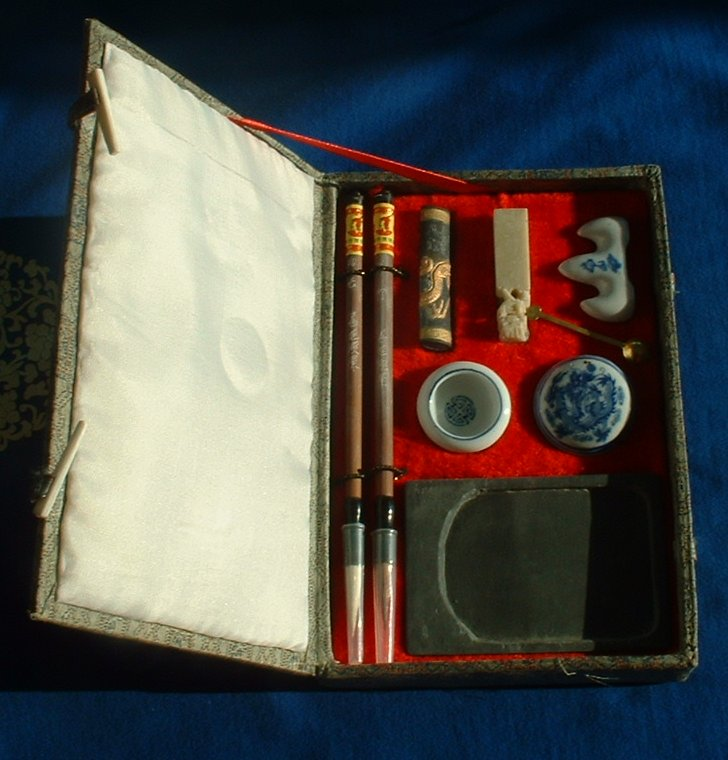
문방사우

문방사우(文房四友)는 서예나 동양화에 필요한 종이(紙), 붓(筆), 먹(墨), 벼루(硯)를 가리킨다. 문방사보(文房四寶)라고도 한다.

## 사진첩

먹물, 벼루, 먹
도장과 인주
Paper, Paperweight, & Deskpad
Brush & composition

## 같이 보기
- 사군자
- 서예